# 富山和子
富山 和子（とみやま かずこ、1933年10月5日 - ）は、日本の環境問題評論家、立正大学名誉教授。

## 略歴
群馬県出身。1957年、早稲田大学第一文学部仏文科卒業。
立正大学短期大学部教授を経て、立正大学社会福祉学部教授。2004年に定年退任し、名誉教授。日本福祉大学教授。

## 受賞
- 1979年『川は生きている』で産経児童出版文化賞
- 1996年『お米は生きている』で産経児童出版文化賞大賞

## 主張
国土利用における農業や林業の重要性を主張している。
富山は「水と緑と土は同義語」という標語に自身の思想を象徴させている。すなわち、森林が水を御し、植物すなわち食物を育む土壌をつくる。この三者は互いに密接に関係しあっており個々に取り出して議論することはできない。一体のシステムとして捕らえるべきである、という。
ここから、国土利用に当たって取るべき原則は、「(1)地球の土壌形成の歴史に貫かれた法則、水と緑と土の物質循環の法則。人間もまた土壌の形成に、積極的に参加しなければならない。(2)ゴミ戦争をすればするほどゴミが出るという、熱力学の第二法則」であるとする。すなわち、自己完結型社会を目指すべきとしている。
日本は水田稲作を基本とした社会を2千余年に亘ってつづけてきた。水を必要とする水田稲作を採用したことにより、水源としての森林・河川の制御が不可欠であり、その結果「水と緑と土」を一体として育てることが期せずしてできてきた。今、都市化の進展により、水田稲作が身近なものでなくなったため、日本の人々は水と緑と土は一体という文明存続の基本事項を見失っていると主張している。
また、水田の保水機能に着目して「水田はダム」という表現を用いたり、詩と風景をあわせて綴る「日本の米カレンダー」を毎年発行して視覚による日本文化論を展開して、農林漁業を守る活動もつづけている。
富山の一連の研究は富山理論（富山学）と呼ばれる。
「九条科学者の会」呼びかけ人を務めている。

## 著作
- 『知性への挑戦 青梅事件のすべて』隣人社,1966
- 『自動車よ驕るなかれ』サイマル出版会,1970
- 『水と緑と土 伝統を捨てた社会の行方』 (1974、中公新書)
- 『川は生きている 自然と人間』講談社,1978 のち青い鳥文庫
- 『水の文化史』 (1980、文藝春秋)　のち文庫（副題「四つの川の物語」
- 『道は生きている 自然と人間』講談社、1980 のち青い鳥文庫
- 『森は生きている 自然と人間』講談社、1981 のち青い鳥文庫
- 『びわ湖 自然と人間』徳田秀雄 絵.講談社,1983
- 『ひみつの山の子どもたち 自然と教育』講談社,1984
- 『水の旅 日本再発見』1987 文藝春秋 のち文庫
- 『日本の米 環境と文化はかく作られた』 (1993、中公新書)
- 『お米は生きている 自然と人間』講談社、1995
- 『水と緑の国、日本』講談社、1998
- 『環境問題とは何か』PHP新書、2001
- 『日本の風景を読む』2005.NTT出版ライブラリーレゾナント
- 『水と緑日本の原風景』家の光協会,2008
- 『海は生きている 自然と人間』講談社,2009

## 主なテレビ出演
- 一枚の写真（1991年8月14日、フジテレビ）